# Calern (sculptrice)
Pour les articles homonymes, voir Michau et Calern.
 (octobre 2018).
Si vous disposez d'ouvrages ou d'articles de référence ou si vous connaissez des sites web de qualité traitant du thème abordé ici, merci de compléter l'article en donnant les références utiles à sa vérifiabilité et en les liant à la section « Notes et références ».
Jeanne Calern, pseudonyme de Jeanne Michau, née le 13 avril 1923 à Lauterbourg et morte le 7 août 1987 à Saint-Bonnet-Elvert, est une sculptrice française.

## Biographie
Née en 1923 dans une famille de six enfants dont elle est la troisième, Jeanne Carlern poursuit des études de droit et fait la connaissance de son futur époux Paul Cognasse, divorcé de Laure Lévy et qui enseignait la sculpture à son frère Simon, à Bazoches-lès-Bray[réf. nécessaire]. De leur union naissent six filles, dont la première en 1947. Le couple s'installe à Biot, comme d'autres artistes de cette époque (Pablo Picasso, Nicolas de Staël, etc.) et au Cros-de-Cagnes, à Cagnes-sur-Mer[réf. nécessaire].
En 1950, ils emménagent dans la cité-jardin des artistes au Plessis-Robinson, ils y bénéficient d'un atelier spacieux et lumineux permettant de travailler dans de bonnes conditions en bordure du parc Henri Sellier avec, parmi les voisins et amis, le journaliste Georges Pagnoud[réf. nécessaire]. Les amis viennent fréquemment leur rendre visite. Parmi ceux-ci : la chanteuse Colette Magny, l'architecte Colboc[réf. nécessaire]. 
À partir de 1970, Paul Cognasse va régulièrement faire des séjours à Saint-Bonnet-Elvert où sa famille le rejoint pour les vacances[réf. nécessaire]. Le couple finit par s'y installer définitivement[réf. nécessaire].
Carlern est spécialisé dans le travail du plomb martelé, ce qui contribua à détériorer sa santé[réf. nécessaire].
Elle est inhumée dans le caveau familial à Saint-Simeux.

## Œuvres dans les collections publiques
- Saint-Sylvain, église Saint-Sylvain : Christ, 1977, plomb martelé.
- Seilhac, église Notre-Dame : Candélabre, pierre.

## Expositions
- Galerie Saint-Honoré, 264, faubourg Saint-Honoré à Paris, avec Faucigny-Lucinge[Lequel ?], du 2 au 17 mai 1962.
- Centre culturel du Plessis-Robinson, du 28 février au 15 mars 1970.
- Exposition à Saint-Robert, 1974.
- Galerie des artisans et créateurs d'art près du pont Cardinal, 1975.
- Galerie Colette Lajunias, Brive, 1976.
- Syndicat d'initiative d'Argentat, avec Paul Cognasse, 1976.
- Galerie Lubin, 42, rue de Périgueux à Angoulême, sculptures et dessins, du 27 mai au 9 juin 1977.

## Salons
- Salon des réalités nouvelles de 1953[1].